# Elecciones estatales de Sinaloa de 2001
Las elecciones estatales de Sinaloa de 2001 tuvieron lugar el domingo 7 de octubre y en ellas se renovarán los siguientes cargos de elección popular en el estado mexicano de Sinaloa:
- 40 diputados del Congreso del Estado. De ellos 24 son electos por mayoría relativa y 16 por representación proporcional.
- 18 ayuntamientos. Compuestos por un presidente municipal y sus regidores. Electos para un periodo de tres años, no reelegibles para el periodo siguiente.

## Ayuntamientos

Distribución de las alcaldías de Sinaloa por partido político.

|  | 44.87 % |

|  | 28.69 % |

|  | 10.20 % |

|  | 7.78 % |

|  | 2.85 % |

|  | 1.01 % |

|  | 0.44 % |

|  | 0.30 % |

|  | 0.29 % |

|  | 1.43 % |

|  | 97.85 % |

|  | 2.15 % |

|  | 52.64 % |

## Congreso del Estado
|  | 45.90 % |

|  | 28.21 % |

|  | 10.63 % |

|  | 6.06 % |

|  | 2.78 % |

|  | 1.10 % |

|  | 0.75 % |

|  | 0.62 % |

|  | 0.44 % |

|  | 0.07 % |

|  | 3.45 % |

|  | 100 % |